# Dichochrysa venosa
Dichochrysa venosa är en insektsart som först beskrevs av Jules Pièrre Rambur 1838.  Dichochrysa venosa ingår i släktet Dichochrysa och familjen guldögonsländor. Inga underarter finns listade i Catalogue of Life.